# Matthiola maroccana
Giroflée marocaine
Espèce
Synonymes
- Matthiola stenopetala Coss.[2]
- Triceras maroccanum (Coss.) Maire, 1935[2]

Matthiola maroccana, la Giroflée marocaine, est une espèce de plante annuelle de la famille des Crucifères (ou Brassicacées) et du genre Matthiola, les Giroflées. Elle est endémique de l'Ouest du Sahara où elle est nommée en Tamâhaq « Ellit ».

## Description
Matthiola maroccana est une plante annuelle herbacée à tige dressée de 30 à 70 cm de haut présentant une rosette de larges feuilles sinuées et garnies de poils. Ses fleurs, typique des Giroflées, présentent quatre pétales étroits aux bords également sinués et colorés de rose pourpre. Quant aux fruits, ce sont des siliques droites non cornues au sommet.

Matthiola maroccana
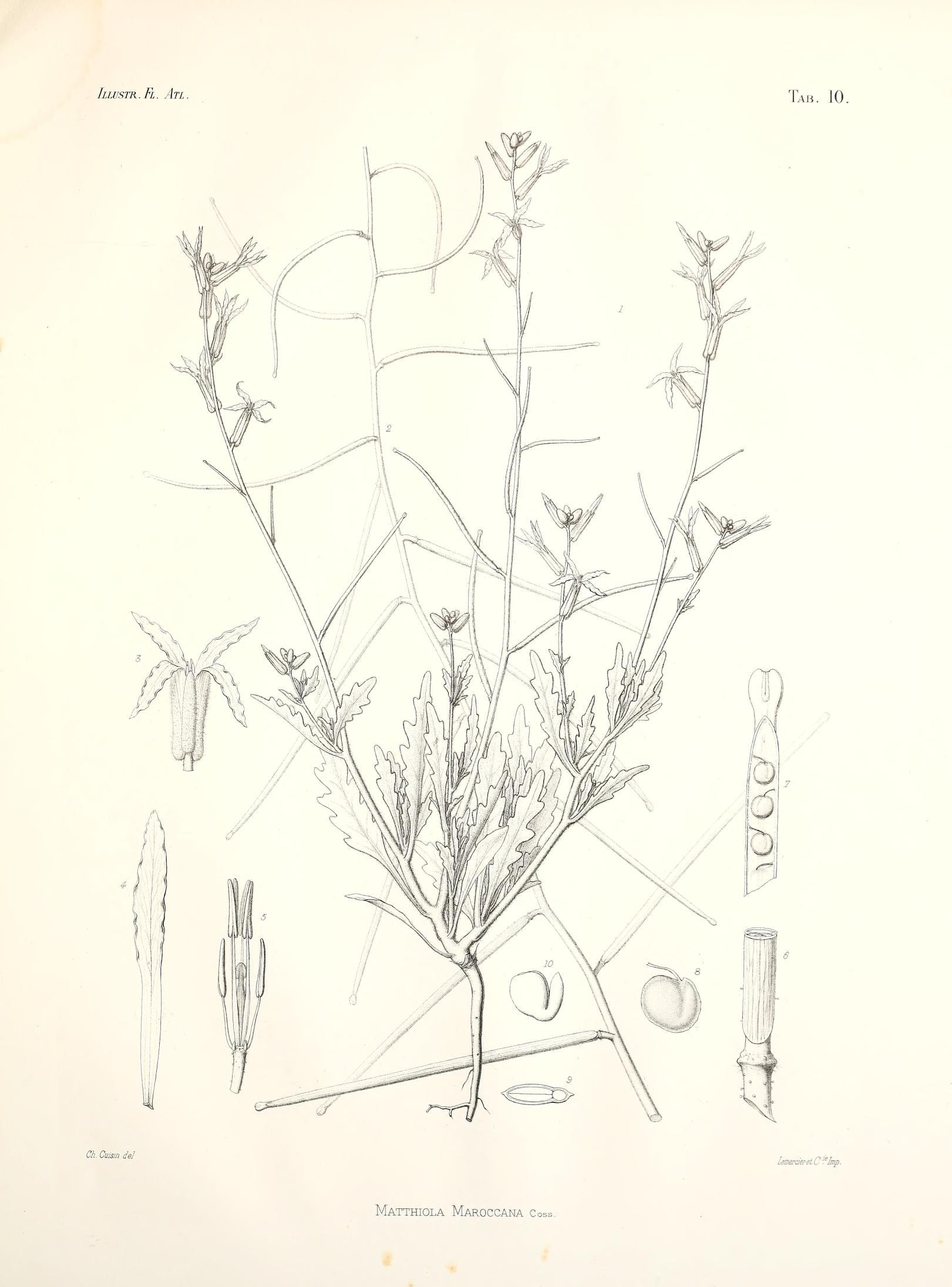
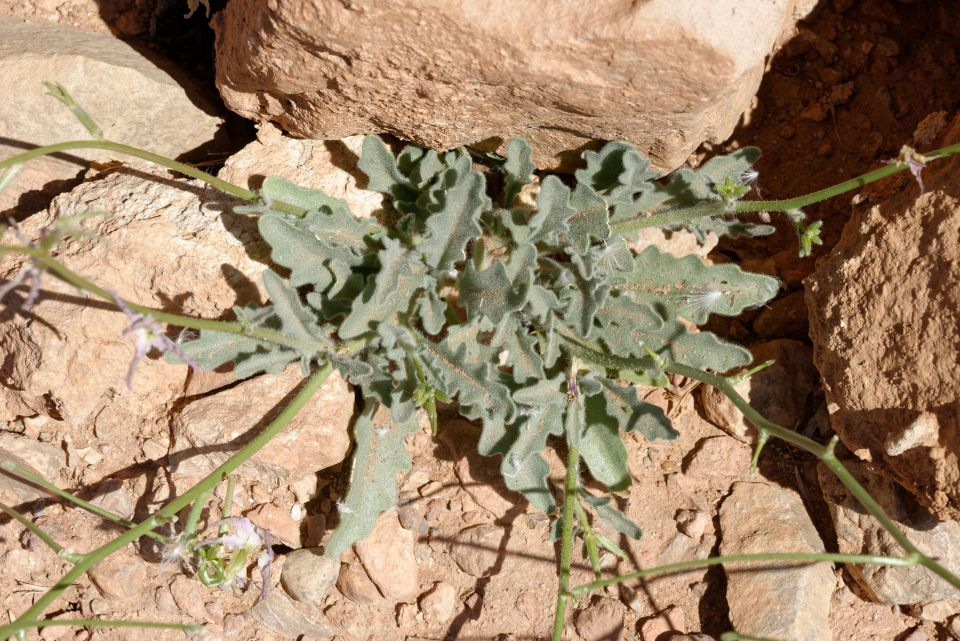
Feuilles.
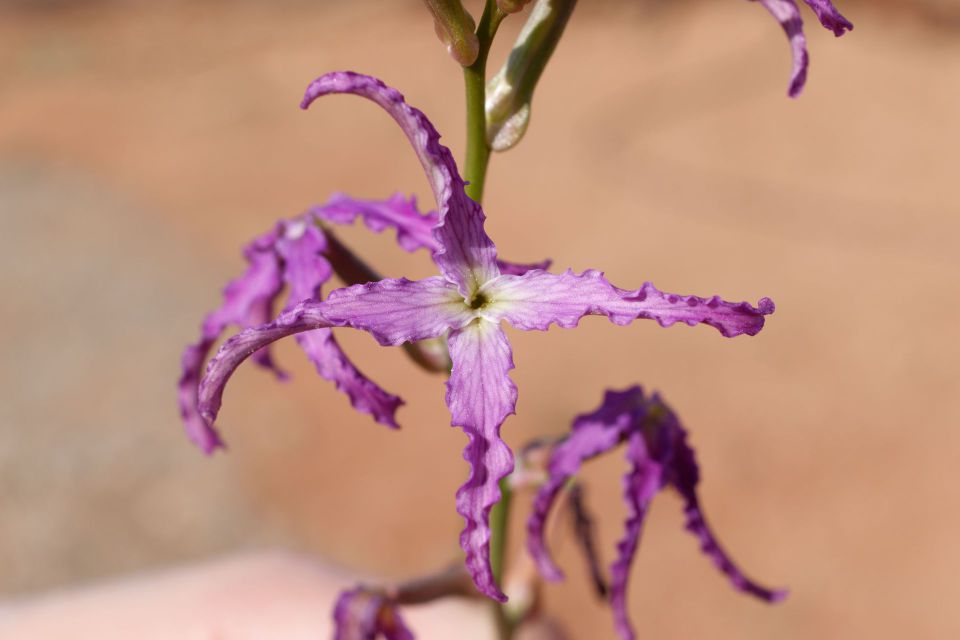
Fleur.
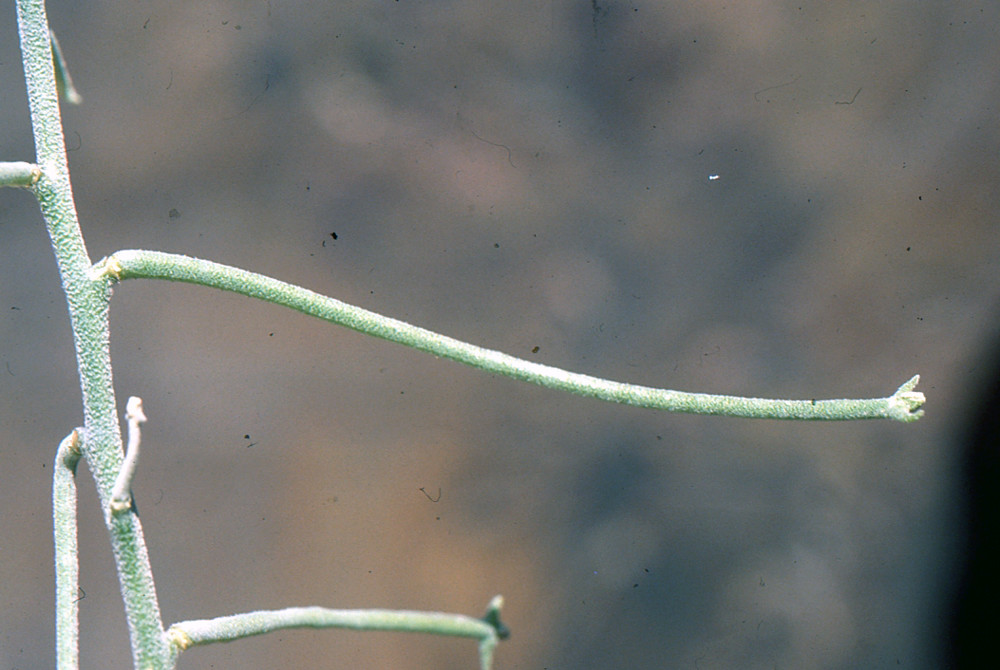
Silique.

## Variabilité

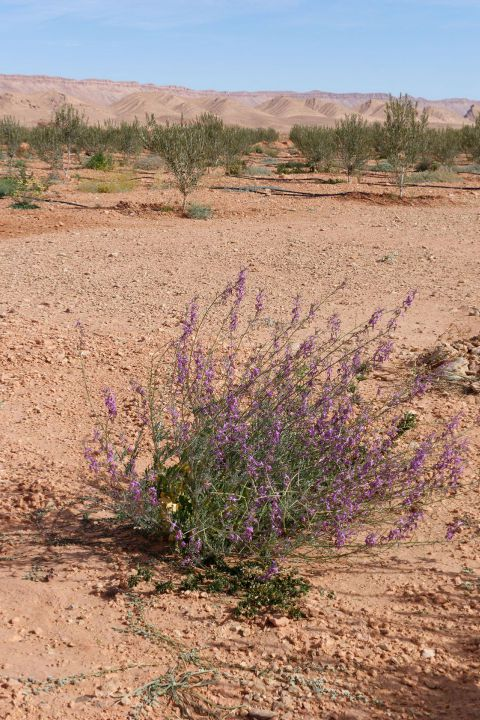
Matthiolia maroccana (Boudnib, Maroc).

En plus de la variété nominative, deux variétés ont été décrites :
- Matthiola maroccana var. maroccana
- Matthiola maroccana var. brachycarpa Maire[4]
- Matthiola maroccana var. puberula Emberger & Maire[4]

## Écologie et répartition
Matthiola maroccana apprécie les oueds sablonneux et limoneux ainsi que les steppes rocailleuses désertiques et semi-désertiques de basse et moyenne altitude où elle fleurit de mars à mai,,.
Cette espèce est présente dans l'Ouest du Sahara et plus particulièrement en Algérie, en Mauritanie, au Maroc et au Sahara occidental. Elle est par exemple caractéristique du Hoggar et de l'Oranais en Algérie ainsi que des montagnes du haut Atlas oriental marocain.

## Usage
Matthiola maroccana, nommée en Tamâhaq « Ellit », est utilisée comme plante médicinale par les Touaregs. L'espèce n'est pas pâturée.